# サマーズ・デイ・ソング
サマーズ・デイ・ソング（原題：Summer's Day Song）は、1980年にポール・マッカートニーが発表した楽曲。アルバム「マッカートニーII」に収録。

## 概要
子守唄風の曲。作曲段階ではインストゥルメンタルであったが、アルバムに収録する段階でエコーで処理されたボーカルを入れた。この「エコー処理」は、ほとんどがポールの手で制作されたこのアルバムのセッションにおいて、珍しくエンジニアのエディー・クラインが行っている。

メロトロンでフルートの音を出している。この音はビートルズ時代の「ストロベリー・フィールズ・フォーエバー」で使った音である。